# Can Maduixa
Can Maduixa és una casa de Santa Maria de Palautordera (Vallès Oriental) protegida com a Bé Cultural d'Interès Local.

## Descripció
Es tracta d'una casa amb coberta a dues vessants i carener paral·lel a la façana principal que dona al carrer Nou. També té façana al carrer Santiago Rusiñol. Consta de planta baixa i pis. Recentment ha estat objecte de la restauració de la façana principal que està arrebossada. La porta és de llinda plana de fusta sustentada per dues dovelles. La finestra del pis és adovellada i amb permòdols a les importes.